# Uropeltis arcticeps
Espèce
Synonymes
- Silybura arcticeps Günther, 1875
- Silybura nilgherriensis var. picta Beddome, 1886

Statut de conservation UICN

 LC  : Préoccupation mineure
Uropeltis arcticeps est une espèce de serpents de la famille des Uropeltidae. 

## Répartition
Cette espèce est endémique du Sud de l'Inde.

## Publication originale
- Günther, 1875 : Second Report on Collections of Indian Reptiles obtained by the British Museum. Proceedings of the Zoological Society of London, vol. 1875, p. 224-234 (texte intégral).